# Eric Boateng
Eric Yamoah Boateng (Londra, 20 novembre 1985) è un ex cestista britannico.

## Carriera
Con la Gran Bretagna ha disputato i Giochi olimpici di Londra 2012 e tre edizioni dei Campionati europei (2011, 2013, 2017).

## Palmarès
- McDonald's All-American Game (2005)